# Aleksandra Ford-Sampolska
Aleksandra Ford-Sampolska (ur. 14 stycznia 1947 w Krakowie, zm. 3 stycznia 2013 w Warszawie) – polska aktorka.

## Życiorys

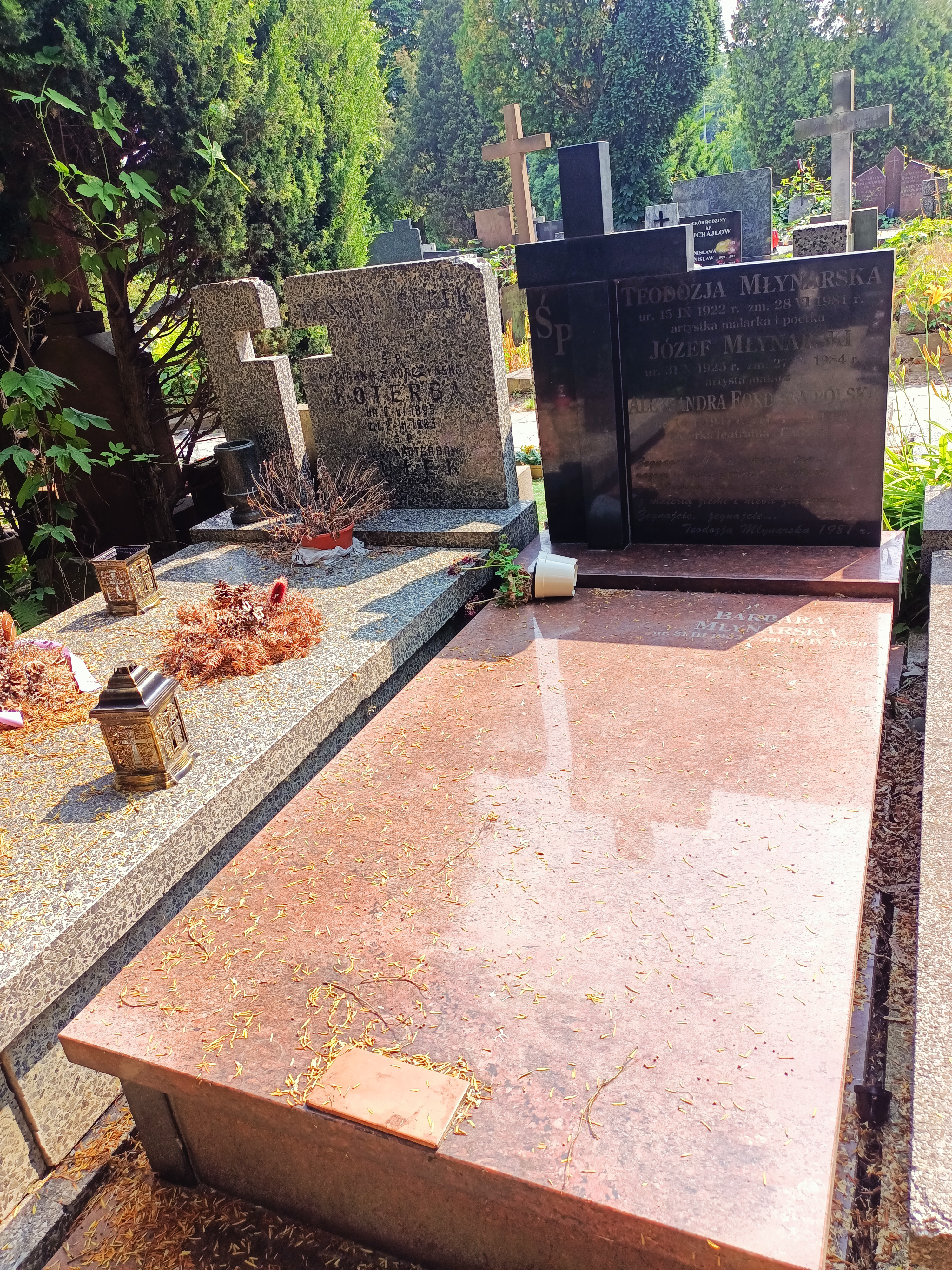
Grób Aleksandry Ford-Sompolskiej na cmentarzu wojskowym na Powązkach

Absolwentka PWSFTviT w Łodzi. W latach 1972–1974 występowała w Teatrach w Szczecinie, w latach 1974–1976 w Teatrze Narodowym w Warszawie, a w latach 1977–1978 w Teatrze Dolnośląskim w Jeleniej Górze. Następnie (w latach 1979–1981) była aktorką Teatru Polskiego w Poznaniu, w latach 1981–1990 była ponownie w Teatrze Narodowym w Warszawie. Wystąpiła też w kilkunastu filmach fabularnych. Mieszkała w Warszawie, gdzie założyła i prowadziła Teatr Literacki.
Zmarła 3 stycznia 2013 w Warszawie w wieku 65 lat, pogrzeb aktorki odbył się 11 stycznia 2013, pochowana została na Cmentarzu Wojskowym na Powązkach w Warszawie (kwatera A34-7-12).

## Filmografia
- 1991: Cynga
- 1990: Zabić na końcu
- 1989: Sceny nocne
- 1989: Odbicia (odc. 5)
- 1988: Generał Berling, rola: Maria Berlingowa
- 1987: Trzy kroki od miłości, rola: kobieta w barze
- 1987: Ballada o Januszku, rola: sąsiadka Gieni
- 1986: Czas nadziei, rola: Lewandowska
- 1986: Zmiennicy
- 1985: Chrześniak
- 1984: Lato Leśnych ludzi, rola: matka Justyny
- 1982: Kilka dni na ziemi niczyjej, rola główna: autochtonka
- 1975: Doktor Judym
- 1971: Bolesław Śmiały